# Ильин, Юрий Викторович (государственный деятель)
Юрий Викторович Ильин (род. 9 апреля 1968, Куйбышев, Новосибирская область, РСФСР, СССР) — казахстанский государственный деятель, министр по чрезвычайным ситуациям Республики Казахстан (2020—2023). Генерал-лейтенант.

## Биография
В 1989 году окончил Алма-Атинское высшее общевойсковое командное училище им. И. С. Конева.
В 2006 году окончил Кыргызскую государственную юридическую академию[уточнить].
С 1996 по 1998 — старший офицер центра подготовки обучения Алматинского областного управления по чрезвычайным ситуациям.
С 1998 по 1999 — начальник отдела гражданской защиты Алматинского городского управления по чрезвычайным ситуациям.
С 1999 по[2005 — заместитель начальника Алматинского городского управления по чрезвычайным ситуациям.
С 2005 по 2011 — заместитель начальника Департамента по чрезвычайным ситуациям города Алматы.
С 2011 по 2012 — исполняющий обязанности начальника Управления по мобилизационной подготовке, гражданской обороне, организации предупреждения и ликвидации аварий и стихийных бедствий города Алматы.
С 2012 по 2013 год — начальник Управления по мобилизационной подготовке, гражданской обороне, организации предупреждения и ликвидации аварий и стихийных бедствий города Алматы.
С 2013 по 2015 год — заместитель акима города Алматы.
С 2015 по 2016 год — государственный инспектор Отдела государственного контроля и организационно-территориальной работы Администрации Президента Республики Казахстан.
С 2016 по 2020 год заместитель министра внутренних дел Республики Казахстан.
6 мая 2020 года присвоено звание генерал-майора.
С 11 сентября 2020 года по 10 июня 2023 года — министр по чрезвычайным ситуациям Республики Казахстан.
Был снят с должности из-за пожара в Абайской области.

## Награды
- Орден Курмет (2013)